# Ернст Ото Фишер
 Ернст Ото Фишер (на немски: Ernst Otto Fischer) е германски химик, лауреат на Нобелова награда за химия от 1973 г. за приноса му към металоорганичната химия.

## Биография
Фишер е роден на 10 ноември 1918 г. в Солн, днес квартал на Мюнхен. Той е дете на Карл Фишер, професор по физика в Мюнхенския технически университет, и Валентине Данцер. Средното си образование завършва през 1937 г. Малко преди да завърши двугодишната си задължителна военна подготовка, избухва Втората световна война, в хода на която той служи в Полша, Франция и Съветския съюз. По време на отпуск за учене, към края на 1941 г., той започва да изучава химия в Мюнхенския технически университет. След края на войната, той е освободен от американските сили през есента на 1945 г. и продължава висшето си образование, завършвайки го през 1949 г.
Фишер работи по докторската си дисертация като асистент на професор Валтер Хибер в института по неорганична химия. Работата му засяга „Механизмите на реакциите на въглероден моноксид от соли на никел(II) при наличието на дитионити и сулфоксилати“. След като получава докторска степен през 1952 г., той продължава да се занимава с металоорганичната химия на преходни метали. Малко след това публикува структурните данни на фероцена. Назначен е за лектор в Мюнхенския технически университет през 1955 г., а през 1957 г. е направен професор. През 1964 г. поема ръководството на катедрата по неорганична химия в университета. В същата година е избран за член на отдела по математика/естествени науки към Баварската академия на науките. През 1969 г. е избран за член на Германската академия на естествени науки Леополдина.
Води лекции върху металните комплекси на циклопентадиенил, инденил, арени, олефини и метални карбонили в различни държави по света. През 1960-те години неговата научна група открива метални алкилиденови и алкилидинови комплекси, които впоследствие са наречени карбени и карбини на Фишер. Той публикува общо 450 статии в списания и обучава много докторанти. Той е канен за гост-преподавател в Уисконсинския университет (1969), Флоридския университет (1971) и Масачузетския технологичен институт (1973). През 1973 г. е награден с Нобелова награда за химия за приноса му към металоорганичната химия.
Умира на 23 юли 2007 г. в Мюнхен.